# Leopold Wegenstein
Carl Leopold Wegenstein (n. 16 aprilie 1858, Kleinhadersdorf⁠(d), Poysdorf, Austria Inferioară, Austria – d. 10 martie 1937, Timișoara, România) a fost un constructor de orgi din Timișoara.